# Sept joies de la Vierge
 (mai 2024).
La mise en forme du texte ne suit pas les recommandations de Wikipédia : il faut le « wikifier ».
Les points d'amélioration suivants sont les cas les plus fréquents. Le détail des points à revoir est peut-être précisé sur la page de discussion.
- Les titres sont pré-formatés par le logiciel. Ils ne sont ni en capitales, ni en gras.
- Le texte ne doit pas être écrit en capitales (les noms de famille non plus), ni en gras, ni en italique, ni en « petit »…
- Le gras n'est utilisé que pour surligner le titre de l'article dans l'introduction, une seule fois.
- L'italique est rarement utilisé : mots en langue étrangère, titres d'œuvres, noms de bateaux, etc.
- Les citations ne sont pas en italique mais en corps de texte normal. Elles sont entourées par des guillemets français : « et ».
- Les listes à puces sont à éviter, des paragraphes rédigés étant largement préférés. Les tableaux sont à réserver à la présentation de données structurées (résultats, etc.).
- Les appels de note de bas de page (petits chiffres en exposant, introduits par l'outil «  Source ») sont à placer entre la fin de phrase et le point final[comme ça].
- Les liens internes (vers d'autres articles de Wikipédia) sont à choisir avec parcimonie. Créez des liens vers des articles approfondissant le sujet. Les termes génériques sans rapport avec le sujet sont à éviter, ainsi que les répétitions de liens vers un même terme.
- Les liens externes sont à placer uniquement dans une section « Liens externes », à la fin de l'article. Ces liens sont à choisir avec parcimonie suivant les règles définies. Si un lien sert de source à l'article, son insertion dans le texte est à faire par les notes de bas de page.
- La présentation des références doit suivre les conventions bibliographiques. Il est recommandé d'utiliser les modèles {{Ouvrage}}, {{Chapitre}}, {{Article}}, {{Lien web}} et/ou {{Bibliographie}}. Le mode d'édition visuel peut mettre en forme automatiquement les références.
- Insérer une infobox (cadre d'informations à droite) n'est pas obligatoire pour parachever la mise en page.

Pour une aide détaillée, merci de consulter Aide:Wikification.
Si vous pensez que ces points ont été résolus, vous pouvez retirer ce bandeau et améliorer la mise en forme d'un autre article.

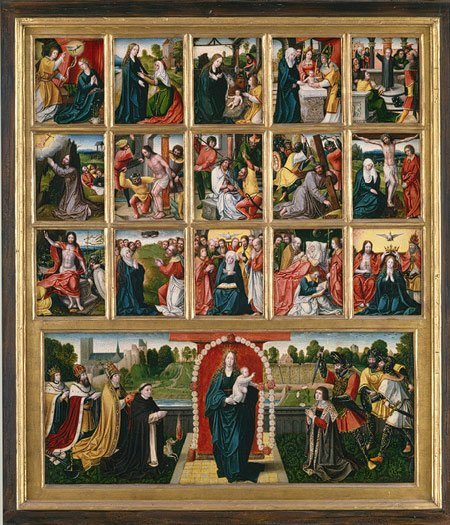
Les Quinze Mystères du Rosaire et la Vierge du Rosaire

Les Sept joies de la Vierge (ou de Marie, la Mère de Jésus) est une dévotion populaire aux événements de la vie de la Vierge Marie, émergeant d'un trope de la littérature et l'art pieux médiévaux.
Les Sept joies sont fréquemment représentées dans la littérature et l'art pieux médiévaux. Les sept joies sont généralement listées comme : 
1. L'Annonciation ;
2. La Nativité de Jésus ;
3. L'Adoration des Mages ;
4. La Résurrection du Christ ;
5. L'Ascension du Christ au Ciel ;
6. La Pentecôte ou la Descente de l'Esprit Saint sur les apôtres et Marie ;
7. Le Couronnement de la Vierge dans les Cieux[1],[2].

Les choix alternatifs furent réalisés et pourraient inclure la Visitation et Jésus parmi les docteurs, comme dans Les Sept Mystères Joyeux de la Vie de la Bienheureuse Vierge (The Seven Joyful Mysteries of the Life of the Ever-Blessed Virgin) du Manuel de St. Vincent (St. Vincent's Manual), ou la forme de la Croix Franciscaine du Rosaire, qui emploient les Sept Joies, mais omet l'Ascension et la Pentecôte. La représentation dans l'art de l'Assomption de Marie peut remplacer ou être combinée avec le Couronnement, spécialement à partir du XVe siècle ; après le XVIIe siècle il s'agit de la norme. Comparé à d'autres collections de scènes, les différentes conséquences pratiques des représentations de divers support tel que la peinture, la sculpture en ivoire miniature, le drame liturgique et la musique ont mené à différentes conventions par moyenne, ainsi que d'autres facteurs tel que la géographie et l'influence d'ordres de religions différentes. Il y a un ensemble assorti de sept Mater dolorosa ; les ensembles influencèrent la sélection des scènes dans les représentations de la Vie de la Vierge.
Au commencement, il y avait cinq joies de la Vierge. Plus tard, ce nombre s'est élevé à sept, neuf, et même quinze dans la littérature médiévale, bien que sept demeura le nombre le plus courant, et d'autres sont rarement relevés en art. Les cinq joies de Marie sont mentionnés dans le poème Sire Gauvain et le Chevalier vert (XIVe siècle) comme une source de la force de Gauvain. La dévotion fut particulièrement populaire au sein de l'Angleterre pré-Réforme. L'écrivain français Antoine de La Sale acheva une satire intitulée Les Quinze Joies de Mariage aux alentours de 1462, qui parodia en partie la forme des Quinze Joies de Notre Dame, une litanie célèbre.

## Les Sept Joie de Notre Bienheureuse Dame aux Cieux
Selon Pelbartus Ladislaus de Temesvár, Thomas Becket, tandis qu'il récita son 'Je vous salue Marie quotidiennement en mémoire des joies principales de Marie, fut "privilégié avec une apparition de la Reine des Cieux." Elle l'encouragea à ajouter encore sept 'Je vous salue Marie en honneur des "sept joies remarquables qu'elle possède aux cieux, et à inspirer la même dévotion dans les esprits des autres."
Cette dévotion aux Sept Joies de Notre Bienheureuse Dame aux Cieux raconte les gloires dont Marie fut honorée aux Cieux après sa dormition.

## Voir également
- Notre-Dame des Douleurs
- Mater dolorosa
- Couronne franciscaine